# Acacia trulliformis
Acacia trulliformis é uma espécie de leguminosa do gênero Acacia, pertencente à família Fabaceae.